# Johnson County (Indiana)
Johnson County is een county in de Amerikaanse staat Indiana.
De county heeft een landoppervlakte van 829 km² en telt 115.209 inwoners (volkstelling 2000). De hoofdplaats is Franklin.

## Bevolkingsontwikkeling

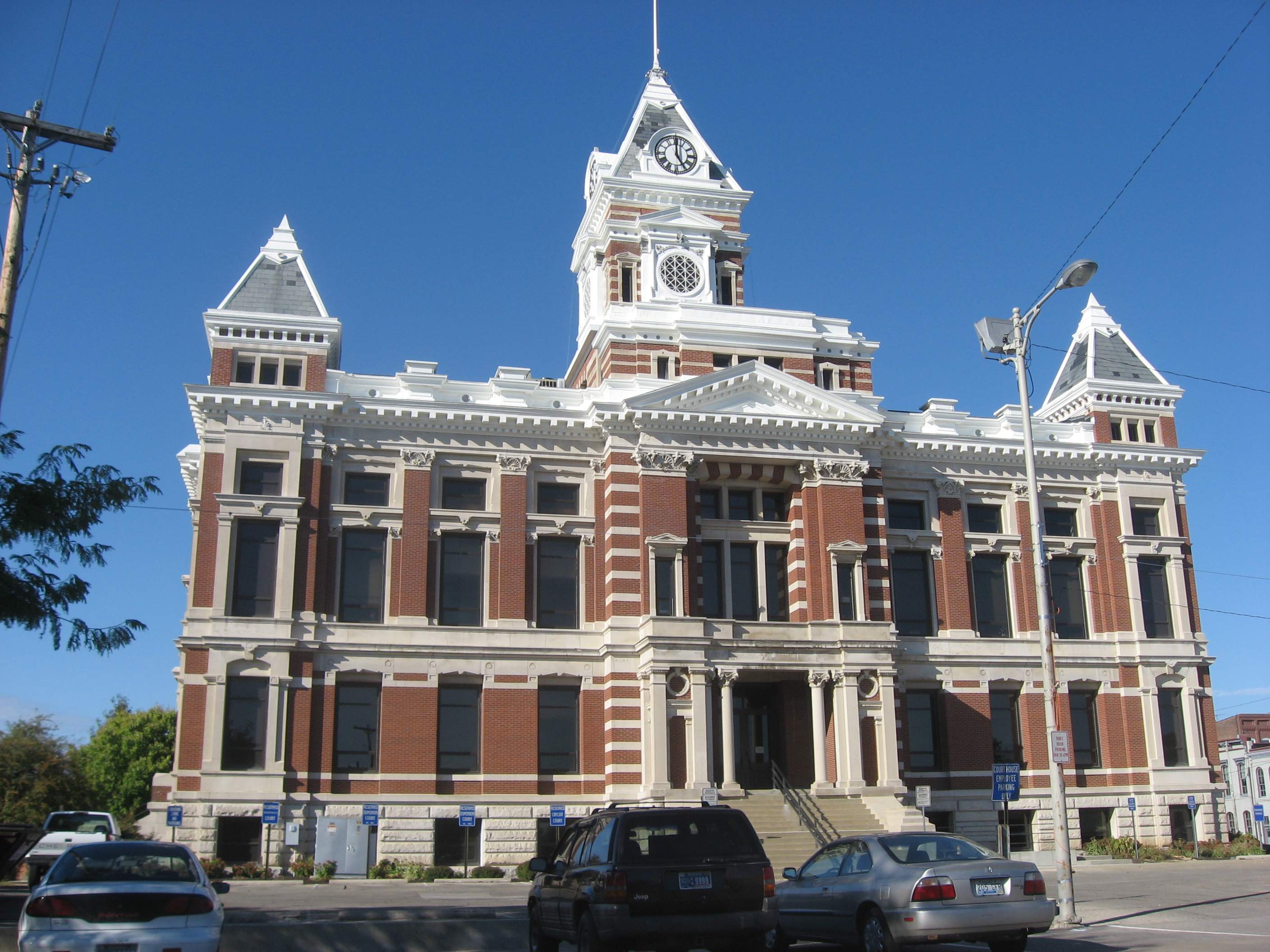
Johnson County Courthouse